# 메리 제인 왓슨

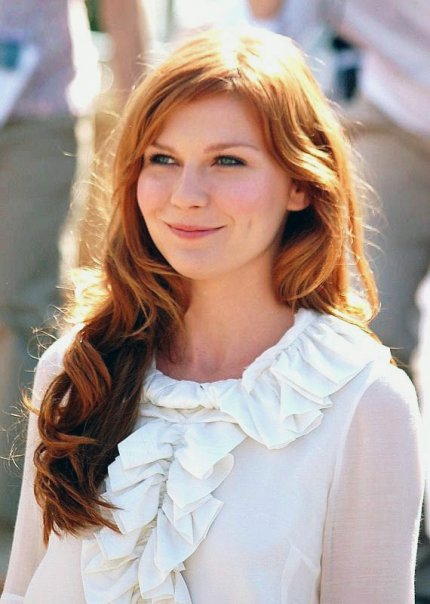

메리 제인 왓슨(Mary Jane Watson)은 스파이더맨의 등장인물이다. 통칭은 MJ이며, 다양한 애인과 사귄 후 스파이더맨 피터 파커의 연인이 되었다.